# Анайя, Елена
Еле́на Ана́йя Гутье́ррес (исп. Elena Anaya Gutiérrez; род. 17 июля 1975 года, Паленсия) — испанская актриса, лауреат премии «Гойя» за лучшую женскую роль в 2012 году.

## Биография
Елена Анайя родилась 17 июля 1975 года в Паленсии. Её отец, Хуан Хосе Анайя Гомес (1934—2011), уроженец Мадрида, работал промышленным инженером, был членом городского совета Паленсии. Мать будущей актрисы, Нена Гутьеррес, была домохозяйкой. Елена была младшим ребёнком из трёх детей, её старшая сестра Марина стала художницей и скульптором. В детстве Елена пережила развод родителей. Интереса к учёбе она не проявляла, зато перепробовала много разных хобби, особенно серьёзно занималась скалолазанием и Сётокан-карате, которому посвятила 15 лет. В 13 лет Елена для изучения английского языка на месяц переехала жить в шахтёрский городок Клей-Кросс в Дербишире, через год вновь отправилась жить в Англию.
После школы Анайя жила в Кадисе, работала поваром и уборщицей. В 18 лет она отправилась в Мадрид и со второй попытки поступила в Королевскую школу драматических искусств, где обучалась в классе актёра Мануэля Морона. Тогда же Анайя получила свою первую главную роль в кино — в фильме Альфонсо Унгрии «Африка», вышедшем на экраны в 1996 году. Елена вспоминала, что была напугана и сильно нервничала во время съёмок, поскольку не имела никакого актёрского опыта. Из-за плотного съёмочного графика во время работы в картине Фернандо Леона де Араноа «Семья» Елена вынуждена была пропускать занятия в школе искусств и в итоге была исключена. Актёрское образования она всё же получила, окончив курсы актёрского мастерства Хуана Карлоса Корассы, совмещая занятия со съёмками в кино и игрой в театре. Среди её ранних актёрских работ роли второго плана в фильмах «Для особых поводов», «Финистерре, где кончается мир», «Чёрные слёзы» и «Стёртые следы».
Актёрским прорывом для Анайи стала роль юной обольстительницы Белен в эротической драме режиссёра Хулио Медема «Люсия и секс», вышедшей на экраны в 2001 году. Эта роль принесла Елене национальную известность и номинацию на испанскую кинопремию «Гойя» в категории «лучшая актриса второго плана». Также Елена получила приз испанской актёрской гильдии в этой же номинации. Вскоре Анайя получила предложение сняться в новом фильме одного из ведущих режиссёров испанского кино Педро Альмодовара — «Поговори с ней». При первой встрече с актрисой Альмодовар извинялся, что роль совсем небольшая, на что Анайя ответила, что согласна даже сыграть вазу или торшер. Роль действительно оказалась незначительной, на премьерном показе фильма в 2002 году отец Елены не заметил её появления на экране.
В 2000-х годах Анайя вошла в число восходящих звёзд испанского кино. Она снялась вместе с актрисами Пенелопой Крус и Викторией Абриль в комедии «Нет вестей от Бога». В 2004 году Елена вышла за пределы испанского кинематографа и была представлена широкой зрительской аудитории в голливудском блокбастере «Ван Хелсинг», где сыграла небольшую роль одной из невест Дракулы. В том же году составила компанию Гэри Олдмену в англо-немецком триллере «Дохлая рыба» и получила награду Shooting Stars как одна лучших молодых актрис Европы. В 2006 году Анайя снялась в клипе Джастина Тимберлейка на песню «SexyBack».
Роль Веры Крус в триллере Педро Альмодовара «Кожа, в которой я живу» принесла Анайе первую статуэтку премии «Гойя».
В 2016 году актрису можно было увидеть в криминальной драме «Афера под прикрытием» в роли Глории Алькано. Её партнёрами по съемочной площадке фильма стали Брайан Крэнстон и Диана Крюгер. А в 2017 году Елена сыграла Изабель Мару (Доктора Яд) в супергеройском фильме «Чудо-женщина».
31 декабря 2020 года в российский прокат выйдет новая комедия Вуди Аллена «Фестиваль Рифкина» при участии Анайи. В картине также сыграли Уоллес Шон, Джина Гершон, Луи Гаррель и Кристоф Вальц. Сюжет ленты разворачивается на кинофестивале в Сан-Себастьяне. Актриса родила сына Лоренцо, зачатого путем искусственного оплодотворения, в августе 2017-го.

## Фильмография
| Год  |     | Русское название                | Оригинальное название                 | Роль                     |
| ---- | --- | ------------------------------- | ------------------------------------- | ------------------------ |
| 1995 | кор |                                 | Adiós Naboelk                         | подруга                  |
| 1996 | ф   | Африка                          | Africa                                | Африка                   |
| 1996 | ф   | Семья                           | Familia                               | Луна                     |
| 1997 | ф   | Над чем смеются женщины?        | ¿De qué se ríen las mujeres?          | Каталина Баярри          |
| 1998 | ф   | Для особых поводов              | Grandes ocasiones                     | Суси                     |
| 1998 | ф   | Финистерре, где кончается мир   | Finisterre, donde termina el mundo    | Лаура                    |
| 1998 | ф   | Чёрные слёзы                    | Lágrimas negras                       | Алисия                   |
| 1999 | ф   | Стёртые следы                   | Las huellas borradas                  | Роса                     |
| 2001 | ф   | Люсия и секс                    | Lucía y el sexo                       | Белен                    |
| 2001 | ф   | Нет вестей от Бога              | Sin noticias de Dios                  | Пили                     |
| 2002 | ф   | Поговори с ней                  | Hable con ella                        | Анхела                   |
| 2002 | ф   | Злоба                           | Rencor                                | Эстер                    |
| 2002 | ф   | Голубая комната                 | La habitación azul                    | Ана                      |
| 2003 | ф   | Два крутых придурка             | Dos tipos duros                       | Татьяна                  |
| 2004 | кор | Ана и Мануэль                   | Ana y Manuel                          | Ана                      |
| 2004 | ф   | Ван Хельсинг                    | Van Helsing                           | Алира, невеста Дракулы   |
| 2004 | ф   | Дохлая рыба                     | Dead Fish                             | Мими                     |
| 2005 | ф   | Хрупкость                       | Frágiles                              | Элен Перес               |
| 2006 | ф   | Капитан Алатристе               | Alatriste                             | Анхелика де Алькесар     |
| 2007 | ф   | В стране женщин                 | In the Land of Women                  | София                    |
| 2007 | ф   | Мигель и Уильям                 | Miguel and William                    | Леонор                   |
| 2007 | ф   | Дикая грация                    | Savage Grace                          | Бланка                   |
| 2008 | ф   | Враг государства № 1            | L’instinct de mort                    | София                    |
| 2008 | ф   | Сёстры по крови                 | Solo quiero caminar                   | Ана                      |
| 2009 | ф   | Время Каира                     | Cairo Time                            | Катрин                   |
| 2009 | ф   | Скелеты Железного острова       | Hierro                                | Мария                    |
| 2010 | ф   | Комната в Риме                  | Habitación en Roma                    | Альба                    |
| 2010 | ф   | В упор                          | À bout portant                        | Надя Перрье              |
| 2011 | ф   | Кожа, в которой я живу          | La piel que habito                    | Вера Крус                |
| 2012 | ф   | Сыны облаков: Последняя колония | Hijos de las nubes, la última colonia | озвучивание              |
| 2013 | ф   |                                 | Pensé que iba a haber fiesta          | Анна                     |
| 2014 | ф   | Все мертвы                      | Todos están muertos                   | Лупе                     |
| 2015 | ф   | Память воды                     | La memoria del agua                   | Аманда                   |
| 2015 | ф   | Вдали от моря                   | Lejos del mar                         | Марина                   |
| 2015 | ф   |                                 | Swung                                 | Алиса Лопес              |
| 2016 | ф   | Афера под прикрытием            | The Infiltrator                       | Глория Алькаино          |
| 2017 | ф   | Чудо-женщина                    | Wonder Woman                          | Изабель Мару / Доктор Яд |
| 2017 | ф   | Саммит                          | La Cordillera                         | Клаудия Кляйн            |
| 2020 | ф   | Фестиваль Рифкина               | Rifkin’s Fistival                     | Доктор Джоанна Рохас     |
| 2026 | ф   | Обрезка розовых кустов          | Rosebush Pruning                      |                          |